# شاه‌میگوی اسپانیایی کوچک
شاه‌میگوی اسپانیایی کوچک (نام علمی: Arctides guineensis) نام یک گونه از تیره شاه‌میگوی دمپایی است.